# Tmava
Trnava (en serbe cyrillique : Тмава) est un village de Serbie situé dans la municipalité de Kuršumlija, district de Toplica. Au recensement de 2011, il comptait 123 habitants.

## Démographie
| 1948 | 1953 | 1961 | 1971 | 1981 | 1991 | 2002 | 2011 |
| ---- | ---- | ---- | ---- | ---- | ---- | ---- | ---- |
| 948  | 974  | 875  | 674  | 463  | 293  | 199  | 123  |

|  |